# Bleken (tanden)

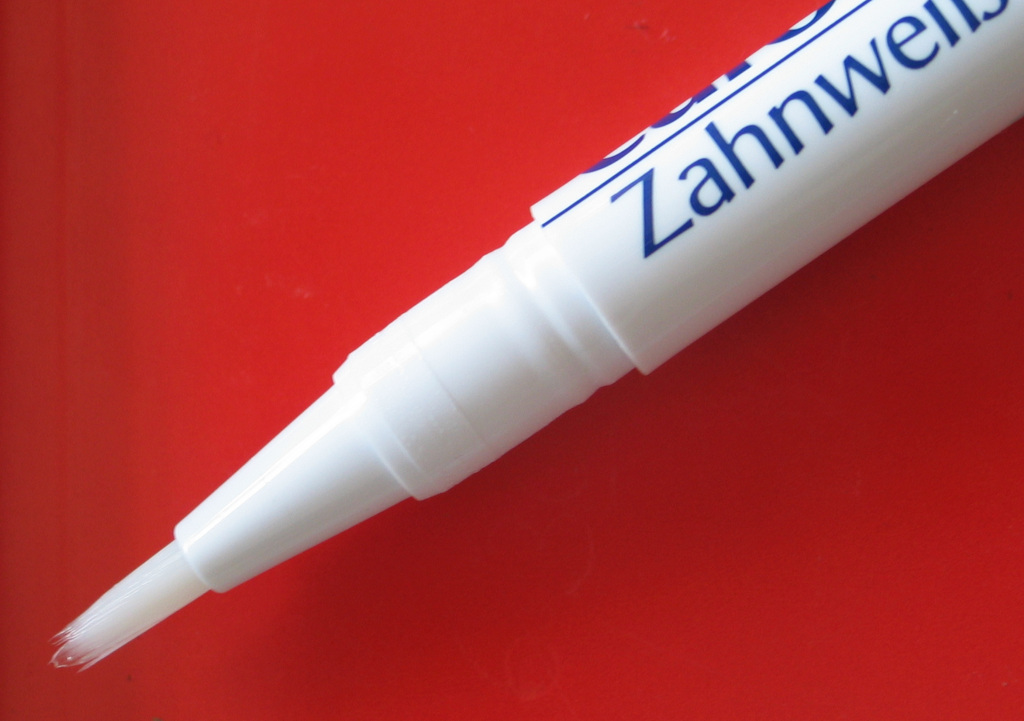
Tandenbleekmiddel voor thuisgebruik

Bleken van tanden (Engels: bleaching) heeft als doel de tandkleur witter te maken. Bij het bleken wordt een product gebruikt dat de natuurlijk intrinsieke tandkleur wijzigt. 

## Inleiding
Het bleken van tanden is een procedure die vooral binnen de cosmetische tandheelkunde uitgevoerd wordt. Veel mensen beschouwen witte tanden als een aantrekkelijk deel van de glimlach. Het melkgebit van een kind is witter dan het volwassen gebit dat volgt. Naarmate de leeftijd stijgt zal het volwassen gebit donkerder worden. De verdonkering is een gevolg van veranderingen in de minerale structuur van het gebit, waarbij het glazuur minder poreus wordt. Het gebit kan ook donkerder worden door bacteriën, bepaalde soorten voeding, dranken als koffie, thee en rode wijn en eventueel tabak. Al deze producten zorgen op den duur voor een sterke aanslag op de tanden.

## Veiligheid
Tanden bleken blijkt na verschillende wetenschappelijke experimenten redelijk veilig. Er is lang gedacht dat bestanddelen uit de bleekgel het glazuur van tanden zouden aantasten, maar dit idee lijkt inmiddels wat achterhaald. 
Tanden bleken kan door middel van drie verschillende hoofdbestanddelen:
1. Carbamideperoxide als hoofdbestanddeel
2. Waterstofperoxide als hoofdbestanddeel
3. Non-peroxidesystemen (op basis van borium, bijvoorbeeld natriumperboraat)

Van deze drie methoden wordt carbamideperoxide het beste getest. Waterstofperoxide werkt eveneens goed, maar is iets agressiever en daardoor niet toegestaan in België en Nederland.
De non-peroxidesystemen zoals natriumperboraat zijn zwakker dan de producten die wel peroxide kennen, daarom vallen ze ook niet onder dezelfde restricties en hoeven ze niet per se door tandartsen worden uitgevoerd. Deze producten zijn veel zachtaardiger en kennen tot nog toe geen bekende bijwerkingen. 
De pijn en irritaties die van peroxidebehandelingen bekend zijn blijven hier dan ook achterwege.
De non-peroxidesystemen worden meer en meer aangeboden als betaalbaar alternatief op de peroxidesystemen. De drempel tot dergelijke behandelingen is gaandeweg minder groot geworden.

## Vitaal bleken

### Methoden
Men kan tanden thuis bleken, maar het ook laten doen in de tandartspraktijk. 
- Thuis bleken (home bleaching) kan op basis van vernis, kleefstrip of gel. Het mooiste gaat het echter in een bleeklepeltje dat via de tandarts gemaakt is en precies om de tanden past. Daarin kan dan per tand een druppeltje bleekgel worden gedaan. Thuis bleken is goedkoper dan bleken bij de tandarts en kan op afstand begeleid worden door een specialist. De bleekmal kan worden hergebruikt bij een latere nabehandeling en de procedure neemt een aantal uur in beslag, verdeeld over een aantal dagen of nachten.
- Bleken bij de tandarts (in-office bleaching) gebeurt steeds op basis van een gel, met een hogere concentratie van het hoofdbestanddeel. De gel wordt toegepast in combinatie met bleeklamp (warmte en licht versnelt de reactie) of gel in combinatie met KTP-laser (de juiste golflengte zorgt voor een fotochemische reactie). Bleken bij de tandarts verschilt qua bleekmiddel verder niet van de thuisbleek-methode. De procedure neemt een aantal uren tijd in beslag, verdeeld over verschillende afspraken.

### Schadelijke effecten
Bij thuis bleken.

Het te veel inslikken van de gel bij thuis bleken kan de keel irriteren en diarree veroorzaken. Ter hoogte van de tand kan er bij thuis bleken prikkeling van het tandvlees en tijdelijk overgevoeligheid van de tand optreden. Beide symptomen zijn van tijdelijke aard.
Bij bleken in de tandartspraktijk.

Het warmte-effect van de lamp kan blijvende schade toebrengen aan de tandpulpa. Om dit te vermijden, worden er veelal lampen gebruikt waarvan de golflengte in het ultraviolette licht gelegen is, de goede lampen zijn voorzien van warmtefilters waardoor er geen necrose(afsterven) van de tandpulpa plaatsvindt. UV is schadelijk voor het tandvlees (verbranding van het tandvlees), en daarom moet het bleekproces onder een rubberdam gebeuren. Het bleken met laser zou geen schade toebrengen omdat hierbij geen warmte gebruikt wordt. Dit is echter sterk afhankelijk van het type laserlicht (golflengte) dat gebruikt wordt. De KTP-laser (groen licht) wordt beschouwd als de meest veilige gezien deze de tanden bleekt via een fotochemisch proces waar andere fotothermisch ageren. De tandarts dient wel de juiste voorzorgen te nemen, daar de concentraties van de hoofdbestanddelen zeer hoog liggen.
Wanneer men te lang de bleekproducten gebruikt gaat men een afbraak van de glazuurmatrix veroorzaken. Dit is de afbraak van de moleculaire structuur van het glazuur. Men breekt dus tand af op moleculair niveau. Dit kenmerkt zich door een blauwachtige schijn. Men spreekt dan van overbleaching.

## Avitaal bleken
Wat hierboven vermeld werd, gaat over het vitaal bleken van tanden.  Bij het bleken van ontzenuwde tanden, avitaal bleken genoemd, worden deze tanden, in tegenstelling tot het vitaal bleken, van binnen naar buiten gebleekt door het tijdelijk aanbrengen van een bleekstof (natriumperboraat) in de pulpaholte.

## Resultaat
Het resultaat van het bleken houdt in de regel enige tijd aan, maar loopt na enkele jaren toch weer terug, o.a. door het gebruik van dranken en voedingsmiddelen die verkleuring in de hand werken.  